# Isaac Payne
Isaac Payne (ou Paine ; 1854-1904) était un Séminole noir qui servit comme éclaireur dans l'armée des États-unis. Il fut décoré de la plus haute distinction, la Médaille d'Honneur pour sa bravoure au cours des Guerres Indiennes dans l'ouest des États-unis.

## Biographie
Payne, comme d'autres Séminoles noirs s'est enrôlé dans l'armée en octobre 1871, au sein de l'unité des éclaireurs séminoles noirs. Le 25 avril 1875, alors qu'il était trompette au 24ème régiment d'infanterie, il participa, avec 3 autres scouts, à une patrouille sur la Rivière Pecos au Texas. À cette occasion, « il a participé avec 3 autres scouts à une charge contre 25 ennemis au cours d'une patrouille de reconnaissance. » 
Un mois plus tard, le 28 mai 1875, Payne reçu la Médaille d'Honneur pour son action au cours de l'engagement. Deux autres hommes qui prirent part à la charge, Pompey Factor et John Ward, tous deux Séminoles noirs, furent aussi décorés.
Payne fut démobilisé en janvier 1901 et parti pour le Mexique où il vécut jusqu'à sa mort à l'âge de 49 ou 50 ans. Il fut enterré au cimetière des éclaireurs séminomes noirs de Brackettville, Texas.

## Citation de la Médaille d'Honneur
Rang et unité : Trompettiste, Scouts Indiens.
Lieu et date : à Rivière Pecos, Texas, le 25 avril 1875.
Entré en service au: ------
Naissance: Mexique.
Date d'attribution : 28 mai 1875.
Citation
« Avec 3 autres hommes, a participé à une charge contre 25 ennemis au cours d'une patrouille de reconnaissance. »